# رون فاوست
رون فاوست (بالإنجليزية: Ron Fawcett)‏ هو متسلق صخور ‏ بريطاني، ولد في 6 مايو 1955.